# ノイゼーン・クラシクス - ルント・ウム・ディー・ブラウンコーレ
ノイゼーン・クラシクス - ルント・ウム・ディー・ブラウンコーレ（Neuseen Classics – Rund um die Braunkohle）は例年6月中旬、ドイツ、ライプツィヒで開催される、自転車競技、ロードレースにおける、ワンデイレースの名称。UCIヨーロッパツアー1.1カテゴリ。

## 歴代優勝者
| 年   | 優勝者                     | 国籍       |
| ---- | -------------------------- | ---------- |
| 2004 | ラルス・バッカーナーゲル   | ドイツ     |
| 2005 | マレク・マツィエイェヴスキ | ポーランド |
| 2006 | ダニーロ・ホンド           | ドイツ     |
| 2007 | ドニ・フラオ               | フランス   |
| 2008 | シュテフェン・ラードホラ   | ドイツ     |
| 2009 | アンドレ・グライペル       | ドイツ     |
| 2010 | ローガー・クルーゲ         | ドイツ     |
| 2011 | アンドレ・シュルツェ       | ドイツ     |
| 2012 | アンドレ・シュルツェ       | ドイツ     |
| 2013 | 開催なし                   | 開催なし   |